# Iso Takkasaari
Iso Takkasaari är en ö i Finland. Den ligger i sjön Mouhijärvi och i kommunen Sastamala i den ekonomiska regionen  Sydvästra Birkaland och landskapet Birkaland, i den sydvästra delen av landet, 190 km nordväst om huvudstaden Helsingfors. Öns area är 0,8 hektar och dess största längd är 130 meter i sydöst-nordvästlig riktning.